# Parfouru-sur-Odon
Parfouru-sur-Odon é uma comuna francesa na região administrativa da Normandia, no departamento Calvados. Estende-se por uma área de 3,68 km². Em 2010 a comuna tinha 207 habitantes (densidade: 56,3 hab./km²).